# Eupholus bennetti
Eupholus benetti
Espèce
Eupholus bennetti est une espèce d'insectes coléoptères phytophages du genre Eupholus (charançon bleu) originaire des forêts du sud de la Papouasie-Nouvelle-Guinée et de la région de Wau.
Elle a été décrite par les entomologistes italiens, Raffaello Gestro (1845-1936) et Luigi Maria D'Albertis (1841-1901), en 1876. Son nom honore la mémoire du naturaliste australien George Bennett (1804-1893).

## Description
Eupholus bennetti peut atteindre une longueur de 22 à 32 millimètres. Sa couleur de base est d'un bleu profond à bleu azuréen. Son pronotum et ses élytres sont colorés de deux bandes longitudinales noires marquées (tandis que la troisième du milieu des élytres est parfois moins marquée), démarrant par une petite bande noire transversale postérieure. Une paire de petites protubérances postérieures pointues termine les élytres, mais elles sont beaucoup moins marquées que chez d'autres espèces. Le dessus du rostre est traversé par une bande médiane longitudinale noire. Son pronotum est légèrement conique, ses pattes, possèdent comme la plupart de ceux de ce genre trois articles finaux robustes et aplanis. Ses genoux et ses tarses sont un peu plus foncés. Ses antennes sont bleues, leur petite massue finale est noire.
Le dessous du corps d'Eupholus bennetti est noir maculé de bleu.

## Synonymes
- Eupholus bennetti v. apicalis
- Eupholus bennetti v. bicolor